# KCRC TLN/TLS
Die TLN 001 (Through train Locomotive North) bzw. TLS 002 (Through train Locomotive South) sind zwei Elektrolokomotiven für die Kowloon-Canton Railways Corporation (KCRC) in Hongkong.

## Vorgeschichte
Nachdem es dem schweizerischen Konsortium SLM/ABB gelungen war, mit der SBB Re 460 und der BLS Re 465 äußerst moderne Lokomotiven zu entwickeln, gewann es 1997 die Ausschreibung für zwei neue, baugleiche Hochleistungslokomotiven. Äußerlich unterscheiden sie sich von ihren Artgenossinnen, den Re 460, den Re 465, den NSB El 18 und der VR Sr2, in der Gesamtlänge: Statt 18500 mm weisen sie 18696 mm auf, weil sie mit automatischen Kupplungen versehen sind. Sie sind für eine Geschwindigkeit von 160 km/h ausgelegt und wurden beschafft für den Einsatz zusammen mit einem einzigen Doppelstockzug zwischen Kowloon, Hongkong und Guangzhou. Ursprünglich war geplant, die Lokomotiven während des nächtlichen Stillagers vor Containerzügen einzusetzen.

## Ablieferung
Der Terminplan war sehr gedrängt, weil der Auftrag noch abgeschlossen werden musste, bevor Hongkong an China übergeben wurde.
Am 10. und 11. April 1997 konnten sie die Produktionsstätte in Zürich-Oerlikon verlassen. Sie wurden gleichentags von einer SBB Re 4/4 II und einer SBB Ae 6/6 nach Basel geschleppt. Die TLN und TLS besitzen automatische Kupplungen, die mit den Kupplungen der SBB-Lokomotiven nicht kompatibel sind. Daher wurden sie im Schlepp nicht mitgebremst, und die Geschwindigkeit durfte 80 km/h nicht übersteigen. Im Hafen von Birsfelden wurden die Fahrzeuge auf ein Containerschiff umgeladen. Der Transport erfolgte auf dem Rhein bis Rotterdam. Von dort aus wurden sie auf einem Seeschiff durch den Nieuwe Waterweg und anschließend auf dem Meer nach Hongkong transportiert. Der Transport dauerte ungefähr einen Monat.

## Einsatz
Die Lokomotiven werden ausschließlich zusammen mit zwölf von Kinki Sharyo (Japan) gelieferten Doppelstockwagen als Ktt (KCRC Through Train) eingesetzt, wobei jeweils eine Lokomotive vorne und die andere hinten am Zug arbeitet. Der luxuriös ausgestattete Zug fasst 1268 Passagiere in zwei Wagenklassen (zwei Wagen Premium Class mit Sitzanordnung 2+1 und zehn Wagen First Class mit Sitzanordnung 2+2) und dient ausschließlich dem hochwertigen Pendlerverkehr zwischen Kowloon (Bahnhof Hung Hom) und Guangzhou (East) ohne Unterwegshalt.
Seit Ausbruch der COVID-19-Pandemie verkehrte der Zug nicht mehr. Ob es Pläne für eine Wiederinbetriebnahme gibt, war mit Stand September 2022 unbekannt, allerdings wurde im Januar 2023 bekanntgegeben, dass der Betrieb nicht mehr aufgenommen wird. Als Ersatz wurde auf der Schnellfahrstrecke Guangzhou–Shenzhen–Hongkong die Anzahl der Verbindungen zwischen Guangzhou und der West Kowloon Station erhöht.